# UCI Europe Tour 2005
L'UCI Europe Tour 2005 fu la prima edizione dell'UCI Europe Tour, uno dei cinque circuiti continentali di ciclismo dell'Unione Ciclistica Internazionale. Era composto da più di 300 corse che si tennero dal 1º febbraio al 13 ottobre 2005 in Europa.

## Calendario

### Febbraio
| Data  | Prova                                         | Cat. | Vincitore           | Squadra                            |
| ----- | --------------------------------------------- | ---- | ------------------- | ---------------------------------- |
| 1     | Grand Prix d'Ouverture La Marseillaise (2005) | 1.1  | Nicki Sørensen      | Team CSC                           |
| 2-6   | Étoile de Bessèges (2005)                     | 2.1  | Freddy Bichot       | Française des Jeux                 |
| 6     | Challenge de Mallorca                         | 1.1  | Óscar Freire        | Rabobank                           |
| 6     | Gran Premio Costa degli Etruschi (2005)       | 1.1  | Alessandro Petacchi | Fassa Bortolo                      |
| 7     | Trofeo Alcúdia                                | 1.1  | Óscar Freire        | Rabobank                           |
| 8     | Challenge de Mallorca                         | 1.1  | Alejandro Valverde  | Illes Balears-Banesto              |
| 9     | Trofeo Manacor                                | 1.1  | Alejandro Valverde  | Illes Balears-Banesto              |
| 9-13  | Tour Méditerranéen (2005)                     | 2.1  | Jens Voigt          | Team CSC                           |
| 10    | Trofeo Calvia                                 | 1.1  | Antonio Colom       | Illes Balears-Banesto              |
| 10-13 | Grand Prix Internacional Costa Azul (2005)    | 2.1  | Rubén Plaza         | Comunidad Valenciana-Elche         |
| 13-17 | Vuelta a Andalucía (2005)                     | 2.1  | Francisco Cabello   | Comunidad Valenciana-Elche         |
| 15    | Trofeo Laigueglia (2005)                      | 1.1  | Kim Kirchen         | Fassa Bortolo                      |
| 16-20 | Volta ao Algarve (2005)                       | 2.1  | Hugo Sabido         | Paredes Rota dos Moveis            |
| 19    | Tour du Haut-Var (2005)                       | 1.1  | Philippe Gilbert    | Française des Jeux                 |
| 19    | Trofeo Luis Puig (2005)                       | 1.1  | Alessandro Petacchi | Fassa Bortolo                      |
| 19-20 | Critérium des Espoirs (2005)                  | 2.2  | Jean Mespoulède     | Auber 93                           |
| 20    | Classic Haribo (2005)                         | 1.1  | Gorik Gardeyn       | Mr Bookmaker.com-SportsTech        |
| 22-26 | Vuelta a la Comunidad Valenciana (2005)       | 2.1  | Alessandro Petacchi | Fassa Bortolo                      |
| 26    | Gran Premio di Chiasso (2005)                 | 1.1  | Kim Kirchen         | Fassa Bortolo                      |
| 26    | Omloop Het Volk (2005)                        | 1.HC | Nick Nuyens         | Quick Step                         |
| 26    | Beverbeek Classic (2005)                      | 1.2  | Jarno Van Mingeroet | Profel Cycling Team                |
| 27    | Clásica de Almería (2005)                     | 1.1  | José Iván Gutiérrez | Illes Balears-Banesto              |
| 27    | Kuurne-Bruxelles-Kuurne (2005)                | 1.1  | George Hincapie     | Discovery Channel Pro Cycling Team |
| 27    | Gran Premio di Lugano (2005)                  | 1.1  | Rik Verbrugghe      | Quick Step                         |

### Marzo
| Data  | Prova                                              | Cat. | Vincitore                 | Squadra                            |
| ----- | -------------------------------------------------- | ---- | ------------------------- | ---------------------------------- |
| 2-6   | Vuelta a Murcia (2005)                             | 2.1  | Koldo Gil                 | Liberty Seguros-Würth              |
| 5     | Milano-Torino (2005)                               | 1.HC | Fabio Sacchi              | Fassa Bortolo                      |
| 6     | Trofeo ZSŠDI (2005)                                | 1.2  | Maurizio Biondo           | GS 93 Promosport                   |
| 6     | Prix de Lillers-Souvenir Bruno Comini (2005)       | 1.2  | Johan Coenen              | Mr Bookmaker.com-SportsTech        |
| 6     | Giro del Lago Maggiore (2005)                      | 1.2  | Mauro Santambrogio        | Team LPR                           |
| 6     | Les Monts du Luberon-Trophée Luc Leblanc (2005)    | 1.2  | Florent Brard             | Agritubel                          |
| 7     | Giro della Provincia di Lucca (2005)               | 1.1  | Mario Cipollini           | Liquigas-Bianchi                   |
| 10-13 | Grand Prix Internacional do Oeste RTP (2005)       | 2.2  | Cândido Barbosa           | LA Aluminios-Liberty Seguros       |
| 13    | Poreč Trophy (2005)                                | 1.2  | Jochen Summer             | Elk Haus-Simplon                   |
| 13    | Parigi-Troyes (2005)                               | 1.2  | Florent Brard             | Agritubel                          |
| 13    | Omloop van het Waasland-Kemzeke (2005)             | 1.2  | Gorik Gardeyn             | Mr Bookmaker.com-SportsTech        |
| 13    | Giro del Mendrisiotto (2005)                       | 1.2  | Michele Maccanti          | Team LPR                           |
| 13    | Bordeaux-Saintes (2005)                            | 1.2  | John Nilsson              | Auber 93                           |
| 13    | Trofeo Franco Balestra (2005)                      | 1.2  | Branislaŭ Samojlaŭ        | Palazzago-AB Isolanti              |
| 16    | Nokere Koerse (2005)                               | 1.1  | Steven de Jongh           | Rabobank                           |
| 17-20 | Jadranska Magistrala (2005)                        | 2.2  | Borut Božič               | Perutnina Ptuj                     |
| 18    | Classic Loire-Atlantique (2005)                    | 1.2  | José Alberto Martínez     | Agritubel                          |
| 20    | Cholet-Pays de Loire (2005)                        | 1.1  | Pierrick Fédrigo          | Bouygues Télécom                   |
| 20    | Grand Prix Rudy Dhaenens (2005)                    | 1.1  | Koen Barbé                | Chocolade Jacques-T Interim        |
| 20    | La Roue Tourangelle (2005)                         | 1.2  | Gilles Canouet            | Agritubel                          |
| 20    | Gran Premio San Giuseppe (2005)                    | 1.2  | Martin Pedersen           | Team GLS                           |
| 20    | Stausee Rundfahrt (2005)                           | 1.1  | Danilo Napolitano         | Team LPR                           |
| 21-27 | Tour de Normandie (2005)                           | 2.2  | Kai Reus                  | Rabobank Continental               |
| 21-25 | Setmana Catalana (2005)                            | 2.HC | Alberto Contador          | Liberty Seguros-Würth              |
| 22-26 | Settimana Internazionale di Coppi e Bartali (2005) | 2.1  | Franco Pellizotti         | Liquigas-Bianchi                   |
| 23    | Dwars door Vlaanderen (2005)                       | 1.1  | Nico Eeckhout             | Chocolade Jacques-T Interim        |
| 23-26 | The Paths of King Nikola (2005)                    | 2.2  | Mitja Mahorič             | Perutnina Ptuj                     |
| 26    | E3 Prijs Vlaanderen (2005)                         | 1.HC | Tom Boonen                | Quick Step                         |
| 26-27 | Critérium International (2005)                     | 2.HC | Bobby Julich              | Team CSC                           |
| 27    | Brabantse Pijl (2005)                              | 1.1  | Óscar Freire              | Rabobank                           |
| 28    | Rund um Köln (2005)                                | 1.1  | David Kopp                | Team Wiesenhof                     |
| 28    | Giro della Provincia di Reggio Calabria (2005)     | 1.1  | Guillermo Rubén Bongiorno | Ceramica Panaria-Navigare          |
| 28    | Giro del Belvedere (2005)                          | 1.2  | Gianluca Coletta          | San Marco-Caneva                   |
| 29    | Paris-Camembert (2005)                             | 1.1  | Laurent Brochard          | Bouygues Télécom                   |
| 29    | Gran Premio Palio del Recioto (2005)               | 1.2  | Andrėj Kunicki            | Palazzago-AB Isolanti              |
| 29-31 | Tre Giorni di La Panne (2005)                      | 2.HC | Stijn Devolder            | Discovery Channel Pro Cycling Team |

### Aprile
| Data  | Prova                                       | Cat. | Vincitore                | Squadra                              |
| ----- | ------------------------------------------- | ---- | ------------------------ | ------------------------------------ |
| 1     | Route Adélie de Vitré (2005)                | 1.1  | Daniele Contrini         | Team LPR                             |
| 1     | Triptyque des Monts et Châteaux             | 2.2  | Marc de Maar             | Rabobank Continental                 |
| 2     | Hel van het Mergelland (2005)               | 1.1  | Nico Sijmens             | Landbouwkrediet-Colnago              |
| 2     | Gran Premio Miguel Indurain (2005)          | 1.1  | Javier Pascual Rodríguez | Comunidad Valenciana-Elche           |
| 2     | Boucle de l'Artois                          | 1.2  | Jérôme Bouchet           | Vélo-Club de Roubaix-Lille Métropole |
| 3     | Grand Prix de la Ville de Rennes (2005)     | 1.1  | Ludovic Turpin           | AG2R Prévoyance                      |
| 3     | Tour du Lac Léman                           | 1.2  | Jonas Ljungblad          | Amore & Vita-Beretta                 |
| 3     | Archer Grand Prix                           | 1.2  | John Tanner              | Tritech                              |
| 5-8   | Circuit de la Sarthe                        | 2.1  | Sylvain Chavanel         | Cofidis                              |
| 6-10  | Cinturón Ciclista Internacional a Mallorca  | 2.2  | Dmitrij Kozončuk         | Rabobank Continental                 |
| 7     | Grand Prix Pino Cerami (2005)               | 1.1  | Kai Reus                 | Rabobank Continental                 |
| 7-10  | Settimana Ciclistica Lombarda               | 2.2  | Riccardo Riccò           | Grassi-Marco Pantani                 |
| 8-10  | Circuit des Ardennes                        | 2.2  | Florian Morizot          | UV Aube                              |
| 9     | Profronde van Drenthe (2005)                | 1.1  | Marcel Sieberg           | Team Lamonta                         |
| 10    | Grand Prix de la ville de Nogent-sur-Oise   | 1.2  | Tristan Valentin         | Auber 93                             |
| 10    | Klasika Primavera (2005)                    | 1.1  | David Etxebarria         | Liberty Seguros-Würth                |
| 13    | Grote Scheldeprijs (2005)                   | 1.HC | Thorwald Veneberg        | Rabobank                             |
| 13-17 | Vuelta a Aragón                             | 2.1  | Rubén Plaza              | Comunidad Valenciana-Elche           |
| 13-17 | Tour du Loir-et-Cher                        | 2.2  | Marc de Maar             | Rabobank Continental                 |
| 14    | Grand Prix de Denain (2005)                 | 1.1  | Jimmy Casper             | Cofidis                              |
| 15    | Veenendaal-Veenendaal (2005)                | 1.HC | Paul van Schalen         | Axa Cycling Team                     |
| 15-17 | Tour Nord-Isère                             | 2.2  | Maint Berkenbosch        | Trientalis-Apac                      |
| 16    | Tour du Finistère (2005)                    | 1.1  | Simon Gerrans            | AG2R Prévoyance                      |
| 17    | Tro-Bro Léon (2005)                         | 1.1  | Tristan Valentin         | Auber 93                             |
| 17    | Giro d'Oro (2005)                           | 1.1  | Luca Mazzanti            | Ceramica Panaria-Navigare            |
| 17    | Rund um Düren                               | 1.2  | Robert Retschke          | Comnet-Senges                        |
| 18-22 | Giro della Grecia                           | 2.2  | Valeriy Dmitriyev        | Kazakistan                           |
| 19-22 | Giro del Trentino                           | 2.1  | Julio Pérez Cuapio       | Ceramica Panaria-Navigare            |
| 20-24 | Giro della Bassa Sassonia                   | 2.1  | Stefan Schumacher        | Shimano-Memory Corp                  |
| 20-24 | Vuelta Ciclista Internacional a Extremadura | 2.2  | Luis Roberto Alvarez     | Cropusa Burgos                       |
| 21-24 | Vuelta a la Rioja                           | 2.1  | Javier Pascual Rodríguez | Comunidad Valenciana-Elche           |
| 21-24 | Szlakiem Grodów Piastowskich                | 2.2  | Zbigniew Piatek          | Intel-Action                         |
| 23-27 | Grand Prix of Sochi                         | 2.2  | Aleksandr Chatuncev      | Omnibike Dynamo Moscow               |
| 24    | Giro dell'Appennino (2005)                  | 1.1  | Gilberto Simoni          | Lampre-Caffita                       |
| 24    | Ronde van Noord-Holland (2005)              | 1.1  | Paul van Schalen         | Axa Cycling Team                     |
| 24    | Berner Rundfahrt                            | 1.1  | René Weissinger          | Volksbank-Leingrüber-Ideal           |
| 24    | Parigi-Mantes-en-Yvelines                   | 1.2  | Maxime Mederel           | Auber 93                             |
| 24    | Trofeo Torino-Biella                        | 1.2  | Denis Shkarpeta          | Ceramica Pagnoncelli                 |
| 24    | Gran Premio della Liberazione               | 1.2  | Chris Sutton             | Australia                            |
| 25-1  | Ruban Granitier Breton                      | 2.2  | Stéphane Pétilleau       | Bretagne-Jean Floc'h                 |
| 27-30 | Circuit de Lorraine                         | 2.1  | Andris Naudužs           | Naturino-Sapore di Mare              |
| 27-1  | Vuelta a Castilla y León                    | 2.1  | Carlos García Quesada    | Comunidad Valenciana-Elche           |
| 30    | Grand Prix Herning (2005)                   | 1.1  | Michael Blaudzun         | Team CSC                             |
| 30    | Gran Premio Industria e Artigianato (2005)  | 1.1  | Luca Mazzanti            | Ceramica Panaria-Navigare            |

### Maggio
| Data  | Prova                                         | Cat. | Vincitore            | Squadra                         |
| ----- | --------------------------------------------- | ---- | -------------------- | ------------------------------- |
| 1     | Rund um den Henninger-Turm (2005)             | 1.HC | Erik Zabel           | T-Mobile Team                   |
| 1     | CSC Classic (2005)                            | 1.1  | Jacob Moe Rasmussen  | Team GLS                        |
| 1     | Trophée des Grimpeurs (2005)                  | 1.1  | Philippe Gilbert     | Française des Jeux              |
| 1     | Giro di Toscana (2005)                        | 1.1  | Daniele Bennati      | Lampre-Caffita                  |
| 1     | Memoriał Andrzeja Trochanowskiego             | 1.2  | František Raboň      | PSK Whirlpool                   |
| 1     | Grote 1 Mei-Prijs - Ereprijs Victor De Bruyne | 1.2  | Hamish Robert Haynes | Team Cyclingnews.com-Down Under |
| 1-8   | Presidential Cycling Tour of Turkey           | 2.2  | Svetoslav Tchanliev  | Cycling Club Bourgas            |
| 2     | Grand Prix of Moscow                          | 1.2  | Alexei Schmidt       | Omnibike Dynamo Moscow          |
| 2-5   | Uniqa Classic                                 | 2.1  | Bram de Groot        | Rabobank                        |
| 3     | Majowy Wyścig Klasyczny-Lublin                | 1.2  | Cezary Zamana        | Intel-Action                    |
| 3     | Mayor Cup                                     | 1.2  | Ivan Terenine        | Omnibike Dynamo Moscow          |
| 4-8   | Quatre Jours de Dunkerque (2005)              | 2.HC | Pierrick Fédrigo     | Bouygues Télécom                |
| 5     | Neuseen Classics                              | 1.2  | Marek Maciejewski    | Grupa PSB                       |
| 5-8   | Flèche du Sud                                 | 2.2  | Wolfram Wiese        | Comnet-Senges                   |
| 5-9   | Five rings of Moscow                          | 2.2  | Ėduard Vorganov      | Omnibike Dynamo Moscow          |
| 7     | Ronde van Overijssel                          | 1.2  | Arno Wallaard        | Bert Story-Piels                |
| 7-8   | Clásica de Alcobendas                         | 2.1  | Pavel Tonkov         | Team LPR                        |
| 8     | Trofeo Alcide De Gasperi                      | 1.2  | Devid Garbelli       | San Marco-Caneva                |
| 8     | Omloop der Kempen                             | 1.2  | Niki Terpstra        | Axa Cycling Team]               |
| 8     | Gran Premio Industrie del Marmo               | 1.2  | Alessio Signego      | Promo Ciclo Publysport          |
| 8     | Lincoln International Grand Prix              | 1.2  | Russell Downing      | Recycling.co.uk                 |
| 11    | Memorial Oleg Dyachenko                       | 1.2  | Maksim Karpačёv      | Omnibike Dynamo Moscow          |
| 11-15 | Rheinland-Pfalz-Rundfahrt                     | 2.1  | Stefan Schumacher    | Shimano-Memory Corp             |
| 12-15 | Grand Prix Sunny Beach                        | 2.2  | Evgeni Gerganov      | Bulgaria                        |
| 13-15 | Tour de Picardie                              | 2.1  | Janek Tombak         | Cofidis                         |
| 14-22 | Olympia's Tour                                | 2.2  | Stef Clement         | Rabobank Continental            |
| 15    | Circuito del Porto-Trofeo Arvedi              | 1.2  | Maximiliano Richeze  | Team Parolin-Sorelle Ramonda    |
| 16    | Grand Prix de Villers-Cotterêts (2005)        | 1.1  | Bradley McGee        | Française des Jeux              |
| 21    | Clásica Memorial Txuma                        | 1.2  | Nikolaj Trusov       | Lokomotiv                       |
| 22    | Tour de Vendée (2005)                         | 1.1  | Jonas Ljungblad      | Amore & Vita-Beretta            |
| 22-29 | FBD Insurance Rás                             | 2.2  | Chris Newton         | Recycling.co.uk                 |
| 24-29 | Vuelta a Navarra                              | 2.2  | Pavel Brutt          | Lokomotiv                       |
| 25-29 | Giro del Belgio (2005)                        | 2.1  | Tom Boonen           | Quick Step                      |
| 25-29 | Bayern Rundfahrt                              | 2.HC | Michael Rich         | Team Gerolsteiner               |
| 25-29 | Volta ao Alentejo                             | 2.1  | Xavier Tondó         | Catalunya-Angel Mir             |
| 25-29 | Tour de Gironde                               | 2.2  | Charles Guilbert     | Bretagne-Jean Floc'h            |
| 27    | SEB Tartu Grand Prix (2005)                   | 1.1  | Tomas Vaitkus        | AG2R Prévoyance                 |
| 27    | Grand Prix Jamp                               | 1.2  | Andrej Mizurov       | Capec                           |
| 28    | Tallinn-Tartu Grand Prix (2005)               | 1.1  | Janek Tombak         | Nesebar                         |
| 28    | Grand Prix Möbel Alvisse                      | 1.2  | James Lewis Perry    | Konica Minolta                  |
| 28    | Grand Prix Kooperativa                        | 1.2  | Piotr Przydział      | DHL-Author                      |
| 29    | Gran Premio de Llodio (2005)                  | 1.1  | David Herrero        | Euskaltel-Euskadi               |
| 29    | Grand Prix des Eaux Minérales de Beckerich    | 1.2  | Arno Wallaard        | Bert Story-Piels                |
| 29    | Grand Prix Velka cena Palma                   | 1.2  | Oleksandr Klymenko   | Grupa PSB                       |
| 31    | Giochi dei piccoli stati-Cronometro           | JR   | Laurent Didier       | Lussemburgo                     |

### Giugno
| Data  | Prova                                                | Cat. | Vincitore             | Squadra                              |
| ----- | ---------------------------------------------------- | ---- | --------------------- | ------------------------------------ |
| 1-5   | Euskal Bizikleta (2005)                              | 2.HC | Eladio Jiménez        | Comunidad Valenciana-Elche           |
| 2-5   | Tour de Luxembourg                                   | 2.HC | László Bodrogi        | Crédit Agricole                      |
| 3     | Giochi dei piccoli stati-In linea                    | JR   | Dimitri Jiriakov      | Liechtenstein                        |
| 4     | Grand-Prix Triberg-Schwarzwald (2005)                | 1.1  | Fabian Wegmann        | Team Gerolsteiner                    |
| 5     | Gran Premio del Canton Argovia (2005)                | 1.HC | Alexandre Moos        | Phonak                               |
| 5     | Coppa della Pace                                     | 1.2  | Vasil' Kiryenka       | Grassi-Marco Pantani                 |
| 5     | Memorial Philippe Van Coningsloo                     | 1.2  | Hans Dekkers          | Rabobank Continental                 |
| 5     | Grand Prix Kranj                                     | 1.2  | Martin Hvastija       | Perutnina Ptuj                       |
| 6-11  | Volta Ciclista Internacional a Lleida                | 2.2  | Branislaŭ Samojlaŭ    | Phonak                               |
| 7-12  | Bałtyk-Karkonosze Tour                               | 2.2  | Radoslaw Romanik      | DHL-Author                           |
| 8-12  | Ringerike Grand Prix                                 | 2.2  | Are Hunsager Andresen | Team Sparebanken Vest                |
| 9-12  | Giro di Slovenia                                     | 2.1  | Przemysław Niemiec    | Miche                                |
| 10-12 | Grande Prémio Internacional CTT Correios de Portugal | 2.1  | Aleksej Markov        | Milaneza-Maia                        |
| 12    | Flèche Hesbignonne-Cras Avernas                      | 1.2  | Geert Verheyen        | Landbouwkrediet-Colnago              |
| 14-19 | Trka kroz Srbiju                                     | 2.2  | Matija Kvasina        | Perutnina Ptuj                       |
| 15    | Subida al Naranco (2005)                             | 1.1  | Rinaldo Nocentini     | Acqua & Sapone-Adria Mobil           |
| 15-18 | Ster Elektrotoer                                     | 2.1  | Stefan Schumacher     | Shimano-Memory Corp                  |
| 15-21 | Circuito Montañés                                    | 2.2  | Sergio Domínguez      | Spiuk-Semar                          |
| 16-19 | Route du Sud                                         | 2.1  | Sandy Casar           | Française des Jeux                   |
| 16-19 | Internationale Mainfranken-Tour                      | 2.2  | Matthieu Ladagnous    | Francia                              |
| 16-19 | Boucles de la Mayenne                                | 2.2  | Aljaksandr Kučynski   | Amore & Vita-Beretta                 |
| 17-21 | Vuelta a Asturias                                    | 2.1  | Adolfo García Quesada | Comunidad Valenciana-Elche           |
| 19    | Internationale Raiffeisen Grand Prix                 | 1.2  | Krzysztof Ciesielski  | DHL-Author                           |
| 19    | Flèche Ardennaise                                    | 1.2  | Francis De Greef      | Bodysol-Win For Life-Jong Vlaanderen |
| 22    | Bruxelles-Ingooigem                                  | 1.1  | Bert Roesems          | Davitamon-Lotto                      |
| 22    | Noord Nederland Tour (2005)                          | 1.1  | Stefan van Dijk       | Mr Bookmaker.com-SportsTech          |
| 26    | Giro delle Valli Aretine                             | 1.2  | Gianluca Moi          | Palazzago-AB Isolanti                |
| 28    | Trofeo Città di Brescia                              | 1.2  | Matteo Bono           | Egidio Unidelta                      |
| 28    | Giochi del Mediterraneo - Cronometro                 | JR   | Mathieu Perget        | Francia                              |
| 29    | Internationale Wielertrofee Jong Maar Moedig         | 1.2  | Gert Vanderaerden     |                                      |
| 29-3  | Międzynarodowy Wyścig Solidarności i Olimpijczyków   | 2.1  | Piotr Wadecki         | Intel-Action                         |

### Luglio
| Data  | Prova                                             | Cat. | Vincitore                 | Squadra                              |
| ----- | ------------------------------------------------- | ---- | ------------------------- | ------------------------------------ |
| 2     | Tour du Jura                                      | 1.2  | Glen Chadwick             | Team Cyclingnews.com-Down Under      |
| 2     | Cronoscalata Gardone Val Trompia-Prati di Caregno | 1.2  | Branislaŭ Samojlaŭ        | Bielorussia                          |
| 2     | Giochi del Mediterraneo - In linea                | JR   | Jesús Tendero             | Spagna                               |
| 3     | Tour du Doubs (2005)                              | 1.1  | Philip Deignan            | Ag2r Prévoyance                      |
| 3     | Trofeo Matteotti (2005)                           | 1.1  | Ruggero Marzoli           | Acqua & Sapone-Adria Mobil           |
| 3     | Freccia dei Vini                                  | 1.2  | Maurizio Bellin           | Acqua & Sapone-Adria Mobil           |
| 4     | Chieti-Casalincontrada-Block-Haus                 | 1.2  | Paul Crake                | Radrennteam-Graz-Corratec            |
| 4-10  | Österreich-Rundfahrt                              | 2.1  | Juan Miguel Mercado       | Quick Step                           |
| 6-10  | Troféu Joaquim Agostinho                          | 2.1  | Gerardo Fernández         | Paredes-Rota dos Moveis              |
| 7-9   | Grand Prix cycliste de Gemenc                     | 1.2  | Martin Prazdnovsky        | CK ZP Sport-A.S. Podbrezova          |
| 9     | Giro della Valsesia 1                             | 1.2  | Simone Bruson             | GS Podenzano                         |
| 10    | Pomorski Klasyk                                   | 1.2  | Piotr Wadecki             | Intel-Action                         |
| 10    | Grand Prix de Dourges                             | 1.2  | Grzegorz Kwiatkowski      | EC Raismes                           |
| 10    | Giro della Valsesia 2                             | 1.2  | Piergiorgio Camussa       | Progetto Ciclismo Alplast            |
| 10    | Giro del Medio Brenta                             | 1.2  | Manuele Spadi             | Ceramica Flaminia                    |
| 10    | De Drie Zustersteden                              | 1.2  | Peter Wuyts               | Mr Bookmaker.com-SportsTech          |
| 17    | Giro del Casentino                                | 1.2  | Vasil' Kiryenka           | Grassi-Marco Pantani                 |
| 17    | Coppa Colli Briantei Internazionale               | 1.2  | Harald Starzengruber      | Trevigiani Dynamon                   |
| 20-24 | Sachsen-Tour International                        | 2.1  | Mathew Hayman             | Rabobank                             |
| 22-24 | Brixia Tour (2005)                                | 2.1  | Emanuele Sella            | Ceramica Panaria-Navigare            |
| 23    | Grand Prix Bradlo                                 | 1.2  | Martin Riška              | PSK Whirlpool                        |
| 24    | Gran Premio Inda                                  | 1.2  | Daniele Di Nucci          | Grassi-Marco Pantani                 |
| 24    | Grand Prix de la ville de Pérenchies              | 1.2  | Aivaras Baranauskas       | Vélo-Club de Roubaix-Lille Métropole |
| 25    | Prueba Villafranca de Ordizia (2005)              | 1.1  | Carlos García Quesada     | Comunidad Valenciana-Elche           |
| 25-29 | Tour de la Région Wallonne                        | 2.HC | Luca Celli                | Team Barloworld-Valsir               |
| 26-30 | Wyścig Dookoła Mazowsza                           | 2.1  | Piotr Zaradny             | Knauf                                |
| 30    | LuK Challenge                                     | 1.1  | Jens Voigt / Bobby Julich | Team CSC                             |
| 31    | Circuito de Getxo (2005)                          | 1.1  | David Fernández           | Andalucía-Paul Versan                |
| 31    | La Poly Normande (2005)                           | 1.1  | Philippe Gilbert          | fdjeux.com                           |

### Agosto
| Data  | Prova                                      | Cat. | Vincitore              | Squadra                        |
| ----- | ------------------------------------------ | ---- | ---------------------- | ------------------------------ |
| 2-4   | Paris-Corrèze                              | 2.1  | Frédéric Finot         | fdjeux.com                     |
| 2-6   | Vuelta Ciclista a León                     | 2.2  | Enrique Salgueiro      | Spiuk-Semar                    |
| 3-7   | Post Danmark Rundt                         | 2.HC | Ivan Basso             | Team CSC                       |
| 4     | Gran Premio Città di Camaiore (2005)       | 1.1  | Maksim Iglinskij       | Domina Vacanze                 |
| 4-6   | Małopolski Wyścig Górski                   | 2.2  | Cezary Zamana          | Intel-Action                   |
| 5-15  | Volta a Portugal                           | 2.HC | Vladimir Efimkin       | Team Barloworld-Valsir         |
| 6     | Giro del Lazio (2005)                      | 1.HC | Filippo Pozzato        | Quick Step                     |
| 7     | Sparkassen Giro Bochum (2005)              | 1.1  | Lubor Tesař            | Team Akud                      |
| 7-10  | Tour de l'Ain                              | 2.1  | Carl Naibo             | Bretagne-Jean Floc'h           |
| 7-11  | Vuelta a Burgos                            | 2.HC | Juan Carlos Domínguez  | Saunier Duval-Scott            |
| 9     | Gran Premio Fred Mengoni (2005)            | 1.1  | Luca Mazzanti          | Ceramica Panaria-Navigare      |
| 10    | Trofeo Città di Castelfidardo (2005)       | 1.1  | Murilo Fischer         | Naturino-Sapore di Mare        |
| 10-14 | Regio-Tour                                 | 2.1  | Nico Sijmens           | Landbouwkrediet-Colnago        |
| 13    | Rund um die Hainleite                      | 1.1  | Bert Grabsch           | Phonak                         |
| 13    | Gran Premio Città di Felino                | 1.2  | Matteo Priamo          | GS 93 Promosport               |
| 14    | Puchar Uzdrowisk Karpackich                | 1.2  | Radoslaw Romanik       | DHL-Author                     |
| 14    | Memoriał Henryka Łasaka (2005)             | 1.1  | Marek Maciejewski      | PSB Atlas Orbea                |
| 14    | Subida a Urkiola (2005)                    | 1.1  | Joaquim Rodríguez      | Saunier Duval-Scott            |
| 14    | Trofeo Internazionale Bastianelli          | 1.2  | Davide Torosantucci    | Universal Caffè-Styloffice     |
| 14    | Scandinavian Open Road Race                | 1.2  | Christofer Stevenson   | Saunier Duval-Scott            |
| 14    | Havant International Grand Prix            | 1.2  | Russell Downing        | Recycling.co.uk                |
| 15    | Puchar Ministra Obrony Narodowej           | 1.2  | Gregorz Zoledziowski   | Legia-Bazyliszek               |
| 16    | Tre Valli Varesine (2005)                  | 1.HC | Stefano Garzelli       | Liquigas-Bianchi               |
| 16    | Gran Premio Capodarco (2005)               | 1.2  | Fernando Herrero       | Cropusa Burgos                 |
| 16-19 | Tour du Limousin                           | 2.1  | Sébastien Joly         | Crédit Agricole                |
| 17    | Coppa Agostoni (2005)                      | 1.1  | Paolo Valoti           | Domina Vacanze                 |
| 17    | Gara Ciclistica Milionaria                 | 1.2  | Davide Torosantucci    | Universal Caffè-Styloffice     |
| 18    | Coppa Bernocchi (2005)                     | 1.1  | Danilo Napolitano      | Team LPR                       |
| 20    | Tour de Rijke (2005)                       | 1.1  | Stefan van Dijk        | Mr Bookmaker.com-SportsTech    |
| 20    | Giro del Veneto (2005)                     | 1.HC | Eddy Mazzoleni         | Lampre-Caffita                 |
| 20    | Szlakiem Walk Majora Hubala                | 1.2  | Tomasz Kiendys         | Knauf                          |
| 20    | Gran Premio Área Metropolitana de Vigo     | 1.2  | Francisco Tomás García | Paredes Rota dos Móveis        |
| 21    | Clásica a los Puertos de Guadarrama (2005) | 1.1  | Xabier Zandio          | Caisse d'Epargne-Illes Balears |
| 21    | Châteauroux Classic de l'Indre (2005)      | 1.1  | Jimmy Casper           | Cofidis                        |
| 21    | Gran Premio Ciudad de Vigo                 | 1.2  | José Carlos Rodrigues  | Paredes Rota dos Móveis        |
| 23    | Grote Prijs Stad Zottegem (2005)           | 1.1  | Thomas Dekker          | Rabobank                       |
| 23-26 | Tour du Poitou-Charentes                   | 2.1  | Sylvain Chavanel       | Bouygues Télécom               |
| 24    | Druivenkoers (2005)                        | 1.1  | Leonardo Duque         | Jartazi-Revor                  |
| 24    | Gran Premio Nobili Rubinetterie (2005)     | 1.1  | Damiano Cunego         | Lampre-Caffita                 |
| 25    | Gran Premio Carnaghese (2005)              | 1.1  | Simon Gerrans          | AG2R Prévoyance                |
| 28    | Rund um den Sachsenring                    | 1.2  | Karsten Volkmann       | RSH                            |
| 29    | Grand Prix de Beuvry la Forêt              | 1.2  | Maint Berkenbosch      | Trientalis-APAC Team           |
| 30    | Schaal Sels (2005)                         | 1.1  | Marcin Sapa            | Knauf                          |
| 30-4  | Tour of Britain                            | 2.1  | Nick Nuyens            | Quick Step                     |
| 30-4  | Giro della Valle d'Aosta                   | 2.2  | Morris Possoni         | Egidio Unidelta                |
| 31-4  | Hessen-Rundfahrt                           | 2.1  | Cezary Zamana          | Intel-Action                   |
| 31-4  | Okolo Slovenska                            | 2.2  | Martin Prazdnovsky     | CK ZP Sport-A.S. Podbrezova    |

### Settembre
| Data  | Prova                                             | Cat. | Vincitore                         | Squadra                     |
| ----- | ------------------------------------------------- | ---- | --------------------------------- | --------------------------- |
| 1     | Trofeo Melinda (2005)                             | 1.1  | Damiano Cunego                    | Lampre-Caffita              |
| 1-10  | Tour de l'Avenir                                  | 2.1  | Lars Ytting Bak                   | Team CSC                    |
| 2-4   | Stuttgart-Strasbourg                              | 2.2  | Michael Muck                      | Team Aguti                  |
| 3     | Coppa Placci (2005)                               | 1.HC | Paolo Valoti                      | Domina Vacanze              |
| 4     | Grote Prijs Jef Scherens (2005)                   | 1.1  | Joost Posthuma                    | Rabobank                    |
| 4     | Giro della Romagna (2005)                         | 1.1  | Danilo Napolitano                 | Team LPR                    |
| 4     | Duo Normand                                       | 1.2  | Sylvain Chavanel Thierry Marichal | Cofidis                     |
| 7     | Memorial Rik Van Steenbergen (2005)               | 1.1  | Jean-Patrick Nazon                | AG2R Prévoyance             |
| 8-11  | Giro della Toscana Under-23                       | 2.2  | Sergej Firsanov                   | Rietumu Bank                |
| 10    | Parigi-Bruxelles (2005)                           | 1.HC | Robbie McEwen                     | Davitamon-Lotto             |
| 10-16 | Tour de Bulgarie                                  | 2.2  | Martin Prazdnovsky                | CK ZP Sport-A.S. Podbrezova |
| 11    | Rund um die Nürnberger Altstadt (2005)            | 1.1  | Ronny Scholz                      | Team Gerolsteiner           |
| 11    | Grand Prix de Fourmies (2005)                     | 1.HC | Robbie McEwen                     | Davitamon-Lotto             |
| 14    | Grand Prix de Wallonie (2005)                     | 1.1  | Nick Nuyens                       | Quick Step                  |
| 16    | Kampioenschap van Vlaanderen (2005)               | 1.1  | Sergej Lagutin                    | Landbouwkrediet-Colnago     |
| 16-17 | Tour de la Somme                                  | 2.2  | Erki Pütsep                       | AG2R Prévoyance             |
| 17    | Gran Premio Città di Misano Adriatico (2005)      | 1.1  | Guillermo Rubén Bongiorno         | Ceramica Panaria-Navigare   |
| 18    | Giro del Canavese                                 | 1.2  | Oscar Gatto                       | Zalf-Désirée-Fior           |
| 18    | Trofeo Gianfranco Bianchin                        | 1.2  | Matteo Priamo                     | GS Promosport               |
| 18    | Gran Premio Industria e Commercio di Prato (2005) | 1.1  | Murilo Fischer                    | Naturino-Sapore di Mare     |
| 18    | Grand Prix d'Isbergues (2005)                     | 1.1  | Nico Eeckhout                     | Chocolade Jacques-T Interim |
| 18    | Chrono Champenois                                 | 1.2  | Mathieu Heijboer                  | Rabobank Continental        |
| 21    | Omloop van het Houtland (2005)                    | 1.2  | Kevin Van Impe                    | Chocolade Jacques-T Interim |
| 22    | Campionati del mondo - Cronometro Elite (2005)    | CM   | Michael Rogers                    | Quick Step                  |
| 24    | Delta Profronde (2005)                            | 1.1  | Bram de Groot                     | Rabobank                    |
| 25    | Campionati del mondo - In linea Elite (2005)      | CM   | Tom Boonen                        | Quick Step                  |
| 27    | Omloop van de Vlaamse Scheldeboorden (2005)       | 1.1  | Nico Eeckhout                     | Chocolade Jacques-T Interim |
| 27    | Ruota d'Oro                                       | 1.2  | Branislaŭ Samojlaŭ                | Palazzago-AB Isolanti       |
| 29-2  | Circuit Franco-Belge                              | 2.1  | Marco Zanotti                     | Liquigas-Bianchi            |

### Ottobre
| Data | Prova                             | Cat. | Vincitore            | Squadra                 |
| ---- | --------------------------------- | ---- | -------------------- | ----------------------- |
| 1    | Memorial Cimurri (2005)           | 1.1  | Murilo Fischer       | Naturino-Sapore di Mare |
| 1    | Piccolo Giro di Lombardia (2005)  | 1.2  | Ruslan Hryščenko     | Naturino-Sapore di Mare |
| 6    | Coppa Sabatini (2005)             | 1.1  | Alessandro Bertolini | Domina Vacanze          |
| 6    | Paris-Bourges (2005)              | 1.1  | Lars Ytting Bak      | Team CSC                |
| 8    | Giro dell'Emilia (2005)           | 1.HC | Gilberto Simoni      | Lampre-Caffita          |
| 9    | Gran Premio Bruno Beghelli (2005) | 1.1  | Murilo Fischer       | Naturino-Sapore di Mare |
| 11   | Nationale Sluitingsprijs (2005)   | 1.1  | Gert Steegmans       | Davitamon-Lotto         |
| 13   | Giro del Piemonte (2005)          | 1.HC | Murilo Fischer       | Naturino-Sapore di Mare |

## Classifiche
Aggiornate al 14 ottobre 2005.
| Pos. | Corridore         | Squadra       | Punti |
| ---- | ----------------- | ------------- | ----- |
| 1    | Murilo Fischer    | Naturino      | 748   |
| 2    | Stefan van Dijk   | Mr Bookmaker  | 503   |
| 3    | Nico Eeckhout     | Ch. Jacques   | 492   |
| 4    | Ruggero Marzoli   | Acqua & Sap.  | 456   |
| 5    | Stefan Schumacher | Shimano       | 441   |
| 6    | Danilo Napolitano | Team LPR      | 440   |
| 7    | Luca Mazzanti     | Cer. Panaria  | 413   |
| 8    | Vladimir Efimkin  | Barloworld    | 402   |
| 9    | Paride Grillo     | Cer. Panaria  | 357   |
| 10   | Nico Sijmens      | Landbouwkred. | 356   |

| Pos. | Squadra                    | Punti  |
| ---- | -------------------------- | ------ |
| 1    | Ceramica Panaria-Navigare  | 1847   |
| 2    | AG2R Prévoyance            | 1720,2 |
| 3    | Comunidad Valenciana-Elche | 1654,8 |
| 4    | Team Barloworld-Valsir     | 1494   |
| 5    | Naturino-Sapore di Mare    | 1487   |
| 6    | Team LPR                   | 1400   |
| 7    | Rabobank Continental       | 1384   |
| 8    | Mr Bookmaker-SportsTech    | 1200   |
| 9    | Landbouwkrediet-Colnago    | 1199   |
| 10   | Intel-Action               | 1091   |

| Pos. | Nazione     | Punti |
| ---- | ----------- | ----- |
| 1    | Italia      | 2894  |
| 2    | Spagna      | 2432  |
| 3    | Paesi Bassi | 2135  |
| 4    | Polonia     | 1973  |
| 5    | Belgio      | 1928  |
| 6    | Russia      | 1762  |
| 7    | Francia     | 1707  |
| 8    | Germania    | 1501  |
| 9    | Rep. Ceca   | 1234  |
| 10   | Portogallo  | 1168  |